# Liniengeld

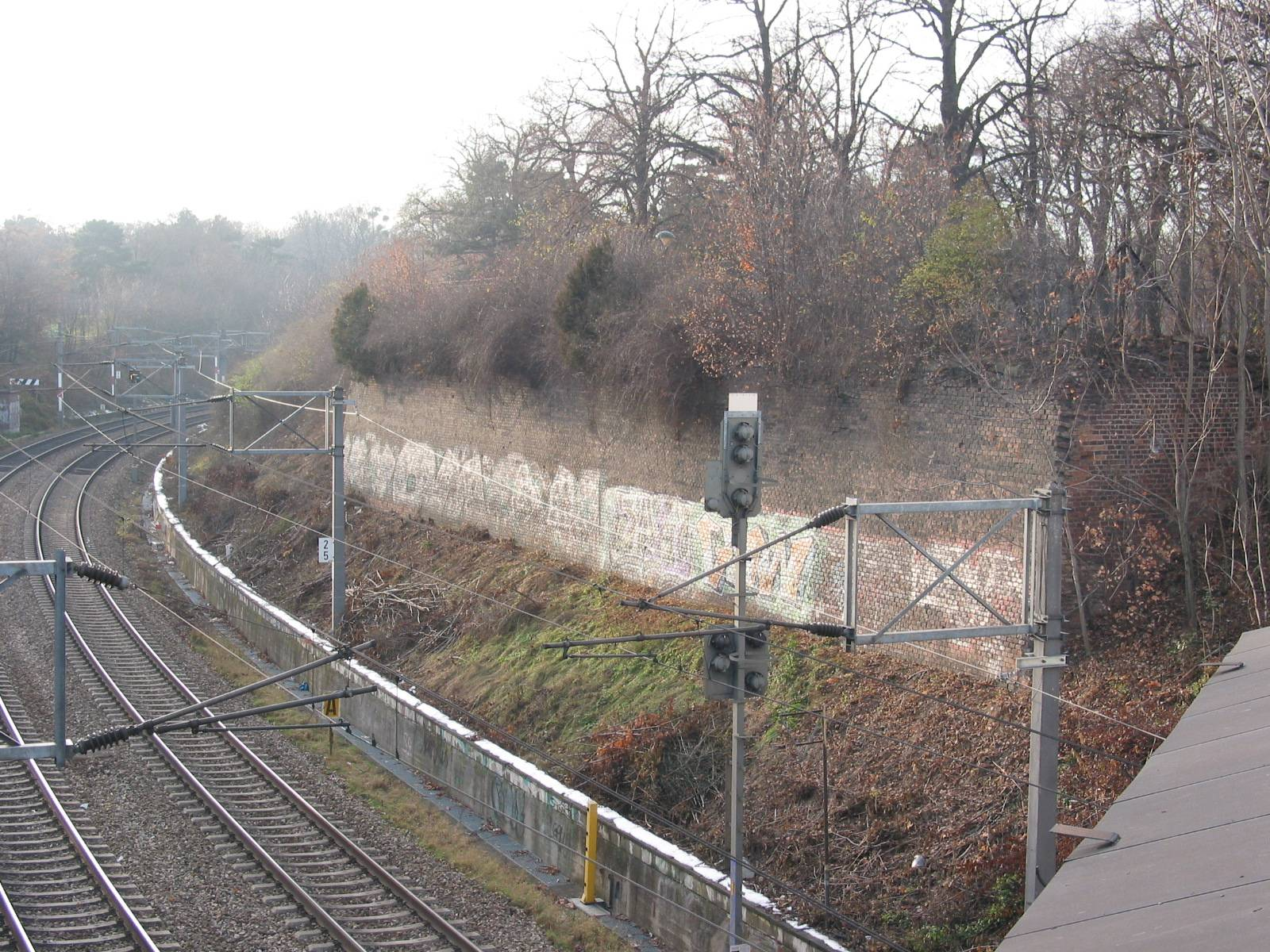
Einer der letzten übriggebliebenen Reste des Linienwalls an der Wiener Schnellbahn beim Landstraßer Gürtel

Als Liniengeld wurde ab Beginn des 18. Jahrhunderts der Wegzoll bezeichnet, der beim Einfahren in die Stadt Wien entrichtet werden musste.

## Begriff
Der Linienwall war die zu Beginn des 18. Jahrhunderts errichtete, einfache Befestigungsanlage rund um die Vorstädte Wiens, die unter anderem der Abwehr der Türken und anderer Überfälle dienen sollte. Beim Überqueren der Linien musste für jedes Pferd und jeden Wagen das Liniengeld entrichtet werden. Die Abgabe war bei jeder Einfahrt in die Stadt zu entrichten, was dazu führte, dass zum Beispiel Kaufleute oder Kammerherren, die sowohl innerhalb als auch außerhalb der Stadtgrenzen agierten, das Liniengeld mehrfach täglich zu zahlen hatten.
Der Historiker Leopold von Ranke bezeichnete in seiner Historisch-politischen Zeitschrift das Liniengeld als eine „sehr bedeutend“[e] Einnahmequelle der Stadt Wien.